# How Do I Deal
"How Do I Deal" är en amerikansk poplåt framförd av Jennifer Love Hewitt som soundtrack till filmen Jag vet fortfarande vad du gjorde förra sommaren, som Love Hewitt även hade huvudrollen i. Låten släpptes i januari 1999 tillsammans med en musikvideo. Singeln är Hewitts enda som lyckats ta sig in på Billboard Hot 100. Den första veckan i februari debuterade den som nummer 65 och höll den platsen i ytterligare två veckor. En vecka senare nådde den plats #59 men föll sedan ur listan fyra veckor senare. Låten blev ingen stor succé i USA men i Australien nådde låten plats nummer 8.